# Leonhard Berger
Leonhard Berger (* 4. November 1908 in Schöneberg; † 25. Oktober 1944 in Cieksyn bei Nasielsk) war ein deutscher römisch-katholischer Geistlicher und Märtyrer.

## Leben
Leonhard Berger wuchs in Berlin als Sohn eines Lehrers auf. Er besuchte das Prinz-Heinrichs-Gymnasium und machte 1927 Abitur (mit Auszeichnung). Er studierte zwei Semester Germanistik und Geschichte an der Universität Berlin, ab 1928 Theologie an der Universität Breslau und wurde am 1. April 1933 zum Priester geweiht. Die Stationen seines Wirkens waren: Berlin-Prenzlauer Berg, Berlin-Lichterfelde (1937), Berlin-Tegel (1941) und Zinnowitz (1941).
In Zinnowitz auf der Insel Usedom war er ab April 1941 auch Standortpfarrer im Nebenamt für die Wehrmachtsangehörigen der Heeresversuchsanstalt Peenemünde. Zusammen mit dem Pfarrer der Herz-Jesu-Kirche in Wolgast, Vincenz Plonka (1891–1951), und dem nach Pommern verbannten Vorarlberger Prälaten Carl Lampert geriet er in den Fall Stettin, der von einem auf Lampert angesetzten Spitzel ausging. Im Februar 1943 wurde er von der Gestapo verhaftet, litt sehr unter der Behandlung im Gestapo-Gefängnis Stettin, kam im Dezember nach Halle an der Saale und wurde dort vom Reichskriegsgericht am 20. Dezember 1943 wegen Rundfunkverbrechens zu 18 Monaten Zuchthaus verurteilt. Im Juli 1944 wechselte er in ein Bewährungsbataillon der Strafdivision 500, wurde in Fort Zinna und in Olmütz ausgebildet und kam im Oktober 1944 beim Tieffliegerangriff auf seinen Transportzug 50 km nördlich von Warschau ums Leben. Sein Grab befindet sich in der Kriegsgräberstätte Mławka in Polen.

## Gedenken
Die deutsche Römisch-katholische Kirche hat Leonhard Berger als Märtyrer aus der Zeit des Nationalsozialismus in das deutsche Martyrologium des 20. Jahrhunderts aufgenommen. Sein Name fehlt auf der Gedenktafel Waldstr. 12 in Zinnowitz.